# Xã Water Creek, Quận Hempstead, Arkansas
Xã Water Creek (tiếng Anh: Water Creek Township) là một xã thuộc quận Hempstead, tiểu bang Arkansas, Hoa Kỳ. Năm 2010, dân số của xã này là 465 người.